# 複素数の絶対値

複素数 z の絶対値 |z| は、複素数平面上において、原点 O(0) と P(z) の距離 OP に等しい。

数学における複素数の絶対値（ぜったいち、英: absolute value, 仏: module; 母数）とは、複素数平面における、原点 O(0) とのユークリッド距離として定義できる。これは、実数の絶対値を複素数に拡張した、唯一の乗法的ノルムとして特徴付けることができる。複素数 z の絶対値は |z| などで表される。
具体的には、複素数 z = a + bi（a, b は実数）（i は虚数単位）の絶対値は次の式で定義される：
{\displaystyle |z|:={\sqrt {a^{2}+b^{2}}}}
複素数の絶対値の概念は実数の絶対値の拡張であり、乗法的ノルムの公理を満たす。これにより複素数列の収束・発散の概念がε-δ論法により導入でき、複素解析を講ずることができる。
用語として module を導入したのは Argand, Jean-Robert (1814), “Réflexion sur la nouvelle théorie des imaginaires, suivie de la démonstration d'un théorème d'analyse”, Annales de Gergonne 5:  197-209 で、幾何学的構成による虚数の表現を説明するものとして用いられた。

## 定義
複素数 z = a + bi（a, b は実数）の絶対値 |z| は、幾何学的な定義と代数的な定義がある。幾何学的には、絶対値 |z| は、複素数平面における、原点 O(0) とのユークリッド距離として定義できる。具体的には、次の式で定義できる：
{\displaystyle |z|:={\sqrt {a^{2}+b^{2}}}}
代数的には、複素数の絶対値は、実数の絶対値を拡張した乗法的ノルムとして定義できる。つまり、複素関数 {\displaystyle |\quad |:\mathbb {C} \rightarrow \mathbb {R} } で以下の性質を満たすものを、複素変数の絶対値関数という：
- {\displaystyle |x|=\max\{x,-x\}}（x は実数）
- 非負性：{\displaystyle |z|\geq 0}
- 非退化性：{\displaystyle |z|=0\iff z=0}
- 乗法性：{\displaystyle |z_{1}z_{2}|=|z_{1}||z_{2}|}
- 三角不等式：{\displaystyle |z_{1}+z_{2}|\leq |z_{1}|+|z_{2}|}

複素数の乗法的ノルムは幾何学的定義の絶対値に等しいことの証明は、以下の流れになる：
1. z の極形式表示を r(cos θ + i sin θ) とする。
2. |cos θ + i sin θ| = 1 を証明すればよい。
3. ド・モアブルの定理より、θ が有理数の場合については、
     |cos θ + i sin θ| = 1
が示される。
4. ノルム関数 |•| は、三角不等式より連続である。
5. θ を有理数列で近似していくと、余弦関数、正弦関数、ノルム関数の連続性より、|cos θ + i sin θ| = 1（証明終）

## 性質
z ; z1, …, zn を複素数とする。
- 非負性：{\displaystyle |z|\geq 0}
  - 等号成立は z = 0 のとき。
- 非退化性：{\displaystyle |z|=0\iff z=0}
- 乗法性：{\displaystyle |z_{1}z_{2}|=|z_{1}||z_{2}|}
  - {\displaystyle \left|{\frac {z_{1}}{z_{2}}}\right|={\frac {|z_{1}|}{|z_{2}|}}\quad (z_{2}\neq 0)}
  - {\displaystyle |z^{n}|=|z|^{n}}（n は整数、ド・モアブルの定理より）
  - {\displaystyle |z^{r}|=|z|^{r}}（rは実数、オイラーの公式より）
- 三角不等式：{\displaystyle |z_{1}+z_{2}|\leq |z_{1}|+|z_{2}|}
  - 等号成立は {\displaystyle {\overline {z_{1}}}z_{2}\in \mathbb {R} _{+}} のとき。つまり、0 以上のある実数 λ が存在して{\displaystyle z_{2}=\lambda z_{1}} または {\displaystyle z_{1}=\lambda z_{2}} と書けるときである。
  - {\displaystyle |z_{1}+z_{2}+\cdots +z_{n}|\leq |z_{1}|+|z_{2}|+\cdots +|z_{n}|}
  - 逆向き三角不等式：{\displaystyle |z_{1}\pm z_{2}|\geq {\bigl |}|z_{1}|-|z_{2}|{\bigr |}}
  - {\displaystyle |\operatorname {Re} z|\leq |z|}, {\displaystyle |\operatorname {Im} z|\leq |z|}
    - {\displaystyle \lim _{n\to \infty }z_{n}=\alpha \iff \lim _{n\to \infty }\operatorname {Re} z_{n}=\operatorname {Re} \alpha ,\ \lim _{n\to \infty }\operatorname {Im} z_{n}=\alpha }
    - 複素関数 {\displaystyle |z|} は連続

上記の3性質は、絶対値を特徴付けるため、重要である。
- {\displaystyle |z|=|-z|=|{\overline {z}}|=|-{\overline {z}}|} ただし、上線 • は複素共役を表す。
- {\displaystyle |z|^{2}=z{\overline {z}}}

実数 x について成り立つ等式 |x| = max{x, −x} は、複素数では成り立たない。
複素絶対値関数 f(z) = |z| は正則でない。

## 演算の特徴
複素数全体からなる集合 C において、
{\displaystyle d(z_{1},z_{2})=|z_{1}-z_{2}|\quad (z_{1},z_{2}\in \mathbb {C} )}
で定義される関数 d は距離函数である。つまり (C, d) は距離空間（特に位相空間）になる。さらに (C, d) は完備である。
C は、上で述べた非負性・非退化性・乗法性（の一部）と三角不等式の成立により、複素数の絶対値をノルムとする実二次元ノルム線型空間である。さらに複素数の持つ代数的演算は、この標準的な距離空間の位相（ノルム位相）に関して連続である。特に、絶対値の乗法性により、C は乗法的バナッハ環（したがって完備ノルム体）を成す。
より代数的な言葉で述べるならば、複素数の絶対値は複素数全体の成す集合に付値体の構造を与えるという意味において「絶対値」（付値）である。複素数の全体は完備アルキメデス付値体になる。

## 絶対値 1 の複素数
写像 z ↦ |z| は複素数の乗法群 (C*, ×) を実数の乗法群 (R*, ×) へ写す群準同型である。この準同型の核は絶対値 1 の複素数全体の成す集合 U である。したがって U は (C*, ×) の部分群（特に正規部分群）であり、C の円周群と呼ばれる。
写像 x ↦ exp(ix) は実数の加法群 (R, +) を円周群 (U, ×) へ写す群準同型である。この準同型は基本周期 2π を持つ周期函数になる。ブルバキの数学原論ではこれを π の定義におく。

## 一般化

### 合成代数のノルム・絶対値
任意の合成代数 A は共軛と呼ばれる対合 x ↦ x* を備えている。各元 x とその共軛元 x* との積 N(x) ≔ xx* は x のノルムと呼ばれる。
実数体 ℝ, 複素数体 ℂ, 四元数体 ℍ は何れも正定値二次形式によって与えられるノルムを持つ合成代数であり、これら多元体における絶対値は上記合成代数としてのノルムの平方根: {\displaystyle {\begin{cases}|x|_{\mathbb {R} }:={\sqrt {x\cdot x}}={\sqrt {x^{2}}}&(\forall x\in \mathbb {R} )\\[5pt]|z|_{\mathbb {C} }:={\sqrt {z\cdot {\overline {z}}}}={\sqrt {(a+bi)(a-bi)}}={\sqrt {a^{2}+b^{2}}}&(\forall z:=a+bi\in \mathbb {C} ;\,a,b\in \mathbb {R} )\\[5pt]|h|_{\mathbb {H} }:={\sqrt {h\cdot h^{*}}}={\sqrt {(r+\mathbf {q} )(r-\mathbf {q} )}}={\sqrt {r^{2}+\Vert \mathbf {q} \Vert ^{2}}}&(\forall h:=r+\mathbf {q} \in \mathbb {H} ;\,r\in \mathbb {R} ,\,\mathbf {q} \in \mathbb {R} ^{3})\end{cases}}} で与えられる。
一般には合成代数のノルムは二次形式として不定値となり得るし、等方ベクトルも持ち得る。それでも上記の多元体の場合と同様に非零ノルムを持つ元 x は必ず乗法逆元として x*/N(x) を持つ。

## 注